# Reddi
Reddi – duńsko-szwedzki kobiecy zespół pop-rockowy, grający muzykę inspirowaną punkiem lat 70. i rockiem lat 80. XX wieku. Reprezentantki Danii w 66. Konkursie Piosenki Eurowizji (2022) w Turynie.

## Historia
Zespół powstał z myślą o udziale w programie Dansk Melodi Grand Prix, duńskich preselekcjach do 66. Konkursie Piosenki Eurowizji. Perkusistka Ihan Haydar wcześniej grała w duńskim zespole L.I.G.A i wystąpiła jako u boku Soluny Samay reprezentującej kraj na Eurowizji 2012 w Baku. 5 marca 2022 z utworem "The Show" artystki zwyciężyły w finale Dansk Melodi Grand Prix, stając się reprezentantkami Danii w 66. Konkursie Piosenki Eurowizji w Turynie. 10 maja wystąpiły w pierwszym półfinale konkursu, jednak nie zakwalifikowały się do finału.

## Członkowie
- Siggy Savery – Śpiew, gitara
- Ihan Haydar – perkusja
- Agnes Roslund – gitara
- Ida Bergkvist – gitara basowa

## Dyskografia
- "The Show" (2022)